# Frank Bowden
Sir Frank Bowden, 1. Baronet (* 30. Januar 1848 in Devon; † 25. April 1921), war ein britischer Unternehmer und Gründer des Fahrradherstellers Raleigh.
In den 1870er Jahren machte er durch Aktienspekulation und durch Immobilienentwicklung in der britischen Kronkolonie Hongkong ein Vermögen. 1879 heiratete er die reiche US-amerikanische Erbin Amelia Frances Houston († 1937). Als er aus Hongkong zurückkehrte, war er schwer krank und sein Arzt prognostizierte ihm, dass er noch schätzungsweise sechs Monate zu leben hätte. Auf das Anraten des Arztes hin begann Bowden mit dem Fahrradfahren. Als er sich dadurch von seiner Krankheit erholen konnte, übernahm er 1887/88 die Firma, bei der er sein Fahrrad gekauft hatte. Im Dezember 1888 gründete er die Raleigh Bicycle Company, mit der er deutlich expandierte und die im Jahre 1896 schließlich zum größten Fahrradhersteller der Welt aufstieg.
Er wird oft mit der Erfindung des Bowdenzugs in Verbindung gebracht. Tatsächlich wurde dieser schon 1896 von Ernest Monnington Bowden erfunden und ab 1902 von Frank Bowden produziert.
Er wurde als Fellow in die Royal Geographical Society aufgenommen und hatte zeitweise das Amt eines Justice of the Peace inne. Am 23. Juni 1915 wurde ihm der erbliche Adelstitel eines Baronet, of Nottingham in the County of Nottingham, verliehen. Aus seiner Ehe hatte er vier Töchter und zwei Söhne. Als er 1921 starb, erbte sein ältester Sohn Harold Bowden (1880–1960) seinen Adelstitel.

## Werke
- Cycling for Health and Points for Cyclists. The Criterion Press, London 1913.